# Lake Hotel
Das Lake Hotel, auch Lake Yellowstone Hotel genannt, ist ein 1891 errichtetes historisches Gebäude am Nordufer des Yellowstone Lake im Yellowstone-Nationalpark. 2015 wurde es als National Historic Landmark ausgewiesen.

## Geschichte

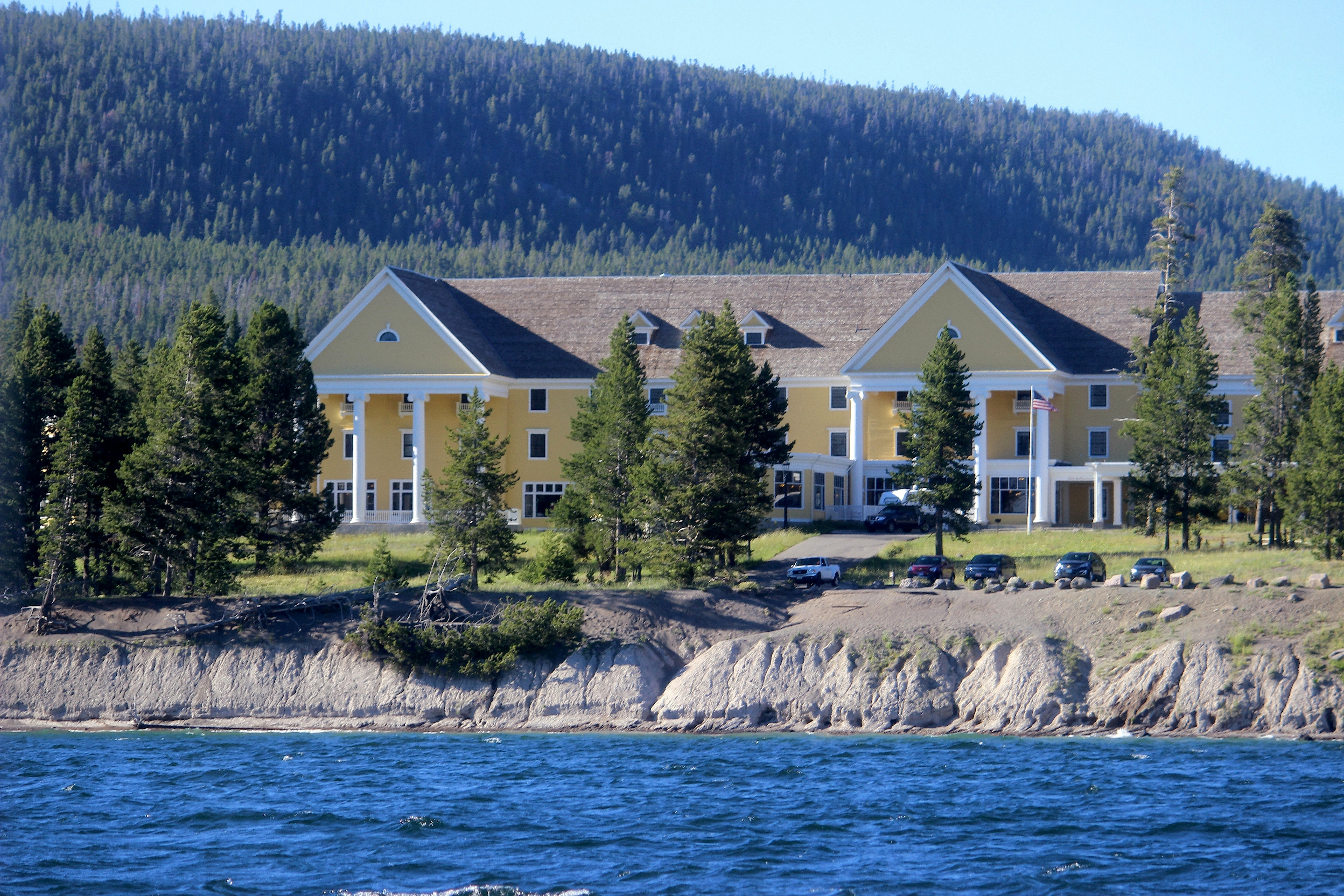
Das Lake Hotel vom Lake Yellowstone

Das Lake Hotel wurde 1891, 19 Jahre nach der Gründung des Yellowstone-Nationalparks, im Stile der damals üblichen Hotels entlang von Eisenbahnrouten im Auftrag der Northern Pacific Railway erbaut. Damit war es die erste und ist die älteste Unterkunft im Nationalpark.
1903 wurde das Hotel unter der Leitung von Architekt Robert Reamer renoviert. Reamer war bereits bekannt für den Bau des Old Faithful Inns. Er fügte ionische Säulen sowie 15 Balkonattrappen an und erweiterte das Dach. Das Hotel war in der Folge als Lake Colonial Hotel bekannt.
1929 folgten weitere Umbaumaßnahmen, bei denen unter anderem ein Speiseraum sowie eine Säulenhalle eröffnet wurden. 1981–1991 wurde das Gebäude gemeinsam vom National Park Service und vom Pächter TW Recreational Services stark saniert, wobei der Stil der 1920er Jahre belassen wurde. Das Hotel wird seit dem Kauf von TW Recreational Services von Xanterra Parks & Resorts betrieben.
2012 wurde das Hotel von National Trust for Historic Preservation in die Liste der Historic Hotels of America aufgenommen. Seit Mai 1991 ist das Hotel als Bauwerk im National Register of Historic Places eingetragen. Im Februar 2015 wurde das Gebäude als National Historic Landmark anerkannt..
Das Hotel bietet im historischen Haupthaus Suiten und gehobene Zimmer, einfachere Hotelzimmer sind in der Sandpiper Lodge verfügbar und zum Komplex gehören eine Reihe Blockhütten. Das Restaurant ist wegen beschränkter Kapazitäten nur für Hotelgäste zugänglich, eine Cafeteria ist öffentlich zugänglich.